# Pseudomertensia lindelofioides
Pseudomertensia lindelofioides är en strävbladig växtart som först beskrevs av Karl Heinz Rechinger och H. Riedl, och fick sitt nu gällande namn av H. Riedl. Pseudomertensia lindelofioides ingår i släktet Pseudomertensia och familjen strävbladiga växter. Inga underarter finns listade i Catalogue of Life.